# Буркхард Маліх
Буркхард Маліх (29 листопада 1936, Свідниця) – німецький шахіст, гросмейстер від 1975 року.

## Шахова кар'єра
Від середини 1950-х до середини 1970-х років належав до числа провідних шахістів НДР. Неодноразово брав участь у фіналах індивідуальних чемпіонаті країни, здобувши медалі в таких роках: 1957 (посів 1-ше місце), 1962 (посів 2-ге місце), 1963 (посів 2-ге місце), 1967 (посів 2-ге місце), 1971 (посів 2-ге місце), 1972 (посів 2-ге місце), 1973 (посів 1-ше місце), а також 1974 (3-тє місце). Між 1958 і 1972 роками виступав за збірну своєї країни, зокрема, на восьми шахових олімпіадах, а 1970 року – на командному чемпіонаті Європи в Капфенберзі, де шахісти НДР здобули бронзові медалі. У 2004 році представляв команду Німеччини na 1-му командному чемпіонаті світу серед ветеранів (учасників старших 60 років), здобувши золоту медаль.
Досягнув багатьох успіхів у міжнародних турнірах, зокрема в таких містах як:
- Цинновіц (тричі посів 1-ше місце в 1964, 1969 i 1971 роках),
- Амстердам (1971, турнір IBM-B, поділив 1-ше місце разом з Яном Смейкалом),
- Лейпциг (1973, поділив 1-ше місце разом з Властімілом Гортом i Анатолієм Лутіковим, а також 1977, посів 1-ше місце),
- Дечин (1975, поділив 2-ге місце позаду Марка Тайманова, разом з Тамазом Георгадзе, а також 1976, посів 1-ше місце),
- Галле (1976, 3-тє місце позаду Юрія Балашова i Влодзімєжа Шмідта).

Двічі стартував на зональних турнірах (відбору до чемпіонатів світу): в Галле (1963) посів 5-те, a у Врнячці-Бані (1972) – 4-те місце.
Найвищий рейтинг у кар'єрі мав 1 січня 1977 року, досягнувши 2535 пунктів ділив тоді 49-53-тє місце в світовій класифікації ФІДЕ, водночас посідав 2-ге місце (за Вольфгангом Ульманном) серед шахістів НДР.